# Arquidiócesis de Atenas (ortodoxa)
La santa arquidiócesis de Atenas (en griego: Ιερά Αρχιεπισκοπή Αθηνών) es una circunscripción eclesiástica de la Iglesia ortodoxa en Grecia. Se trata de una arquidiócesis bizantina, sede primada de la Iglesia ortodoxa de Grecia. Desde el 7 de febrero de 2008 su arzobispo de Atenas y de toda Grecia es Jerónimo II.

## Territorio y organización

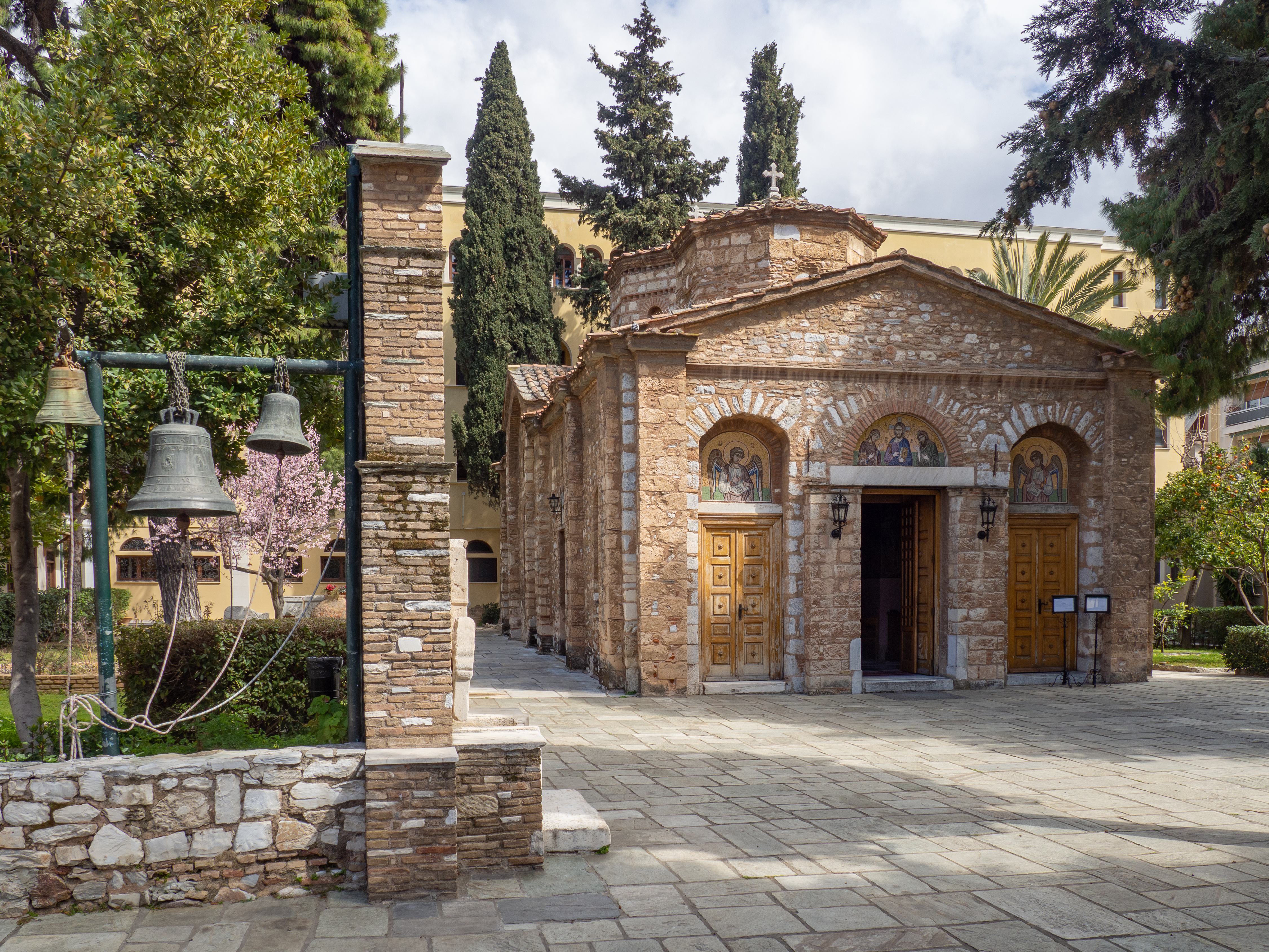
Monasterio de Petrákis, en Atenas, sede del Santo Sínodo de la Iglesia ortodoxa de Grecia

La arquidiócesis extiende su jurisdicción sobre los fieles ortodoxos griegos residentes en ciudad de Atenas y algunos municipios circundantes en la periferia de Ática.

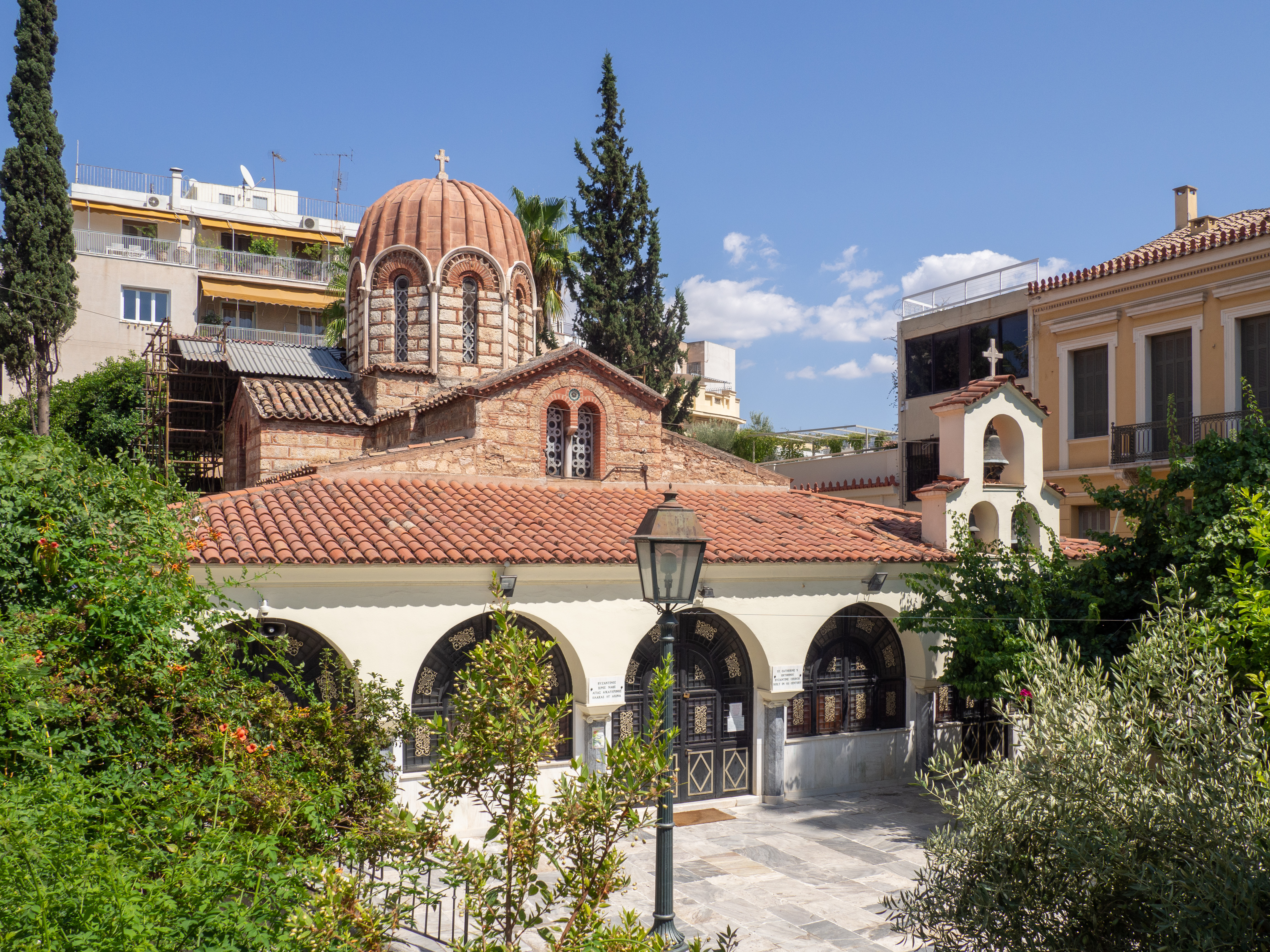
Iglesia de Santa Catalina, en Atenas

La sede de la arquidiócesis se encuentra en la ciudad de Atenas, en donde se halla la Catedral de la Anunciación de Santa María. El arzobispo preside el Santo Sínodo de la Iglesia ortodoxa de Grecia, cuya sede se encuentra en el monasterio de Petrákis, en Atenas. Desde el siglo VI hasta la conquista otomana en 1456 el Partenón fue la Catedral de la Virgen.

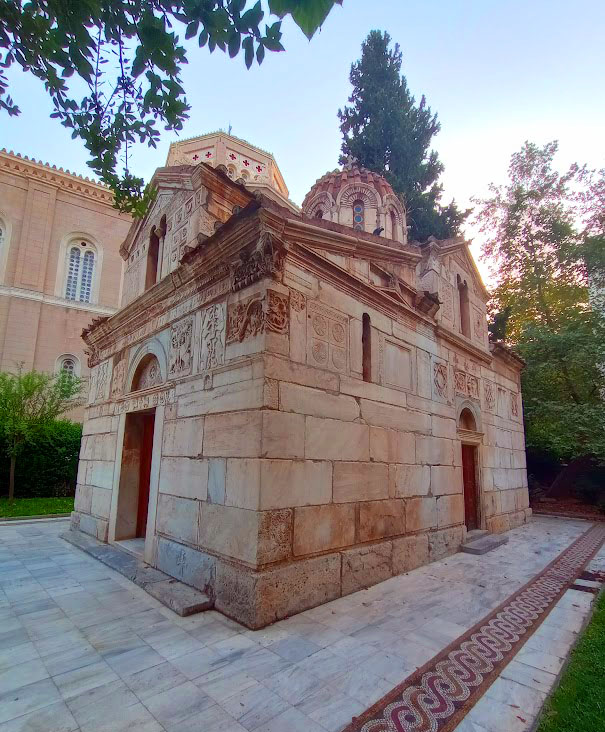
Iglesia de San Eleuterio, en Atenas

En la arquidiócesis existen 145 parroquias agrupadas en 21 regiones arquidiocesanas numeradas del 1 al 21. Existen también 7 monasterios.

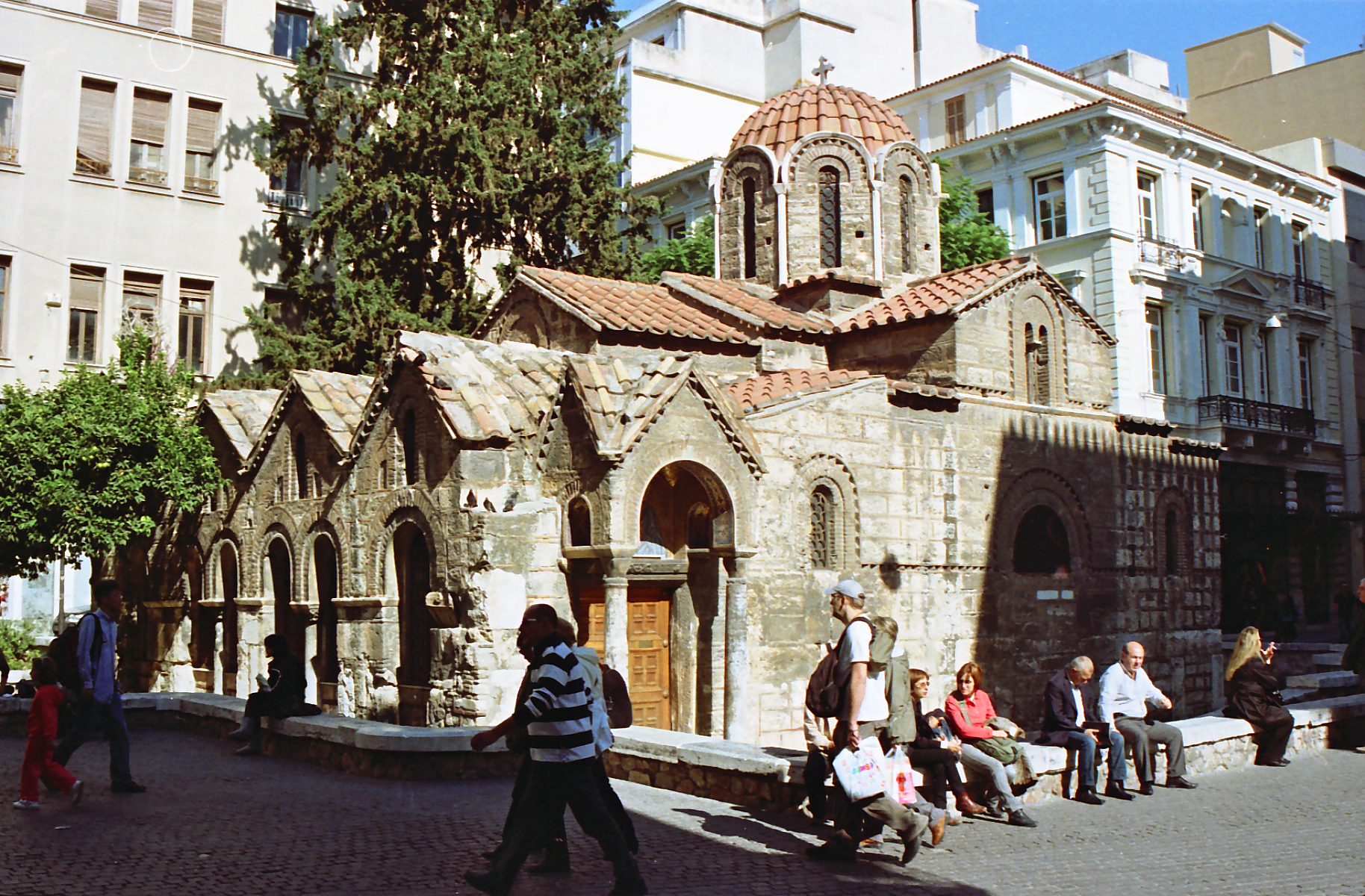
Iglesia de Panagia Kapnikarea, en Atenas

## Historia

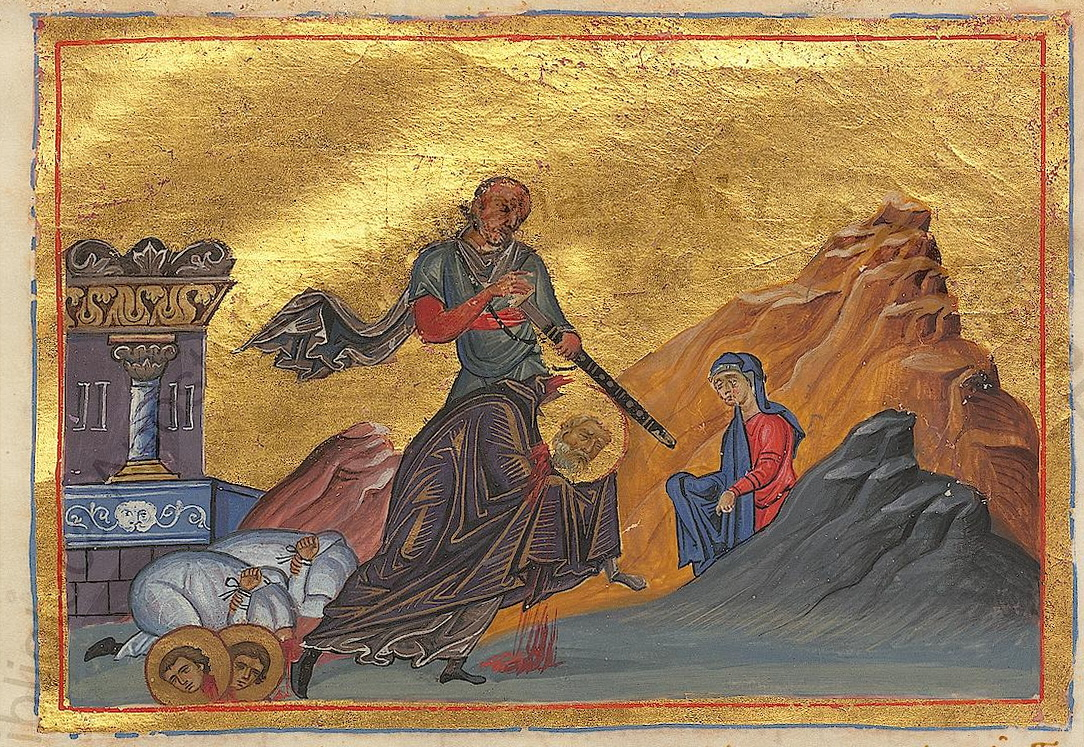
Dionisio Areopagita, primer obispo de Atenas

Como en la mayor parte de Grecia, la Iglesia de Atenas fue fundada por san Pablo durante su segundo viaje misionero, cuando predicó en el Areópago, probablemente en el año 50 o 51. Según los Hechos de los Apóstoles (17:16-34), tras el sermón, varias personas se convirtieron en seguidores de Pablo, formando así el núcleo de la Iglesia en Atenas. Dionisio Areopagita fue el primer obispo de Atenas, aunque también existe una versión que afirma que el primer obispo fue el santo mártir Jeroteo de Atenas.

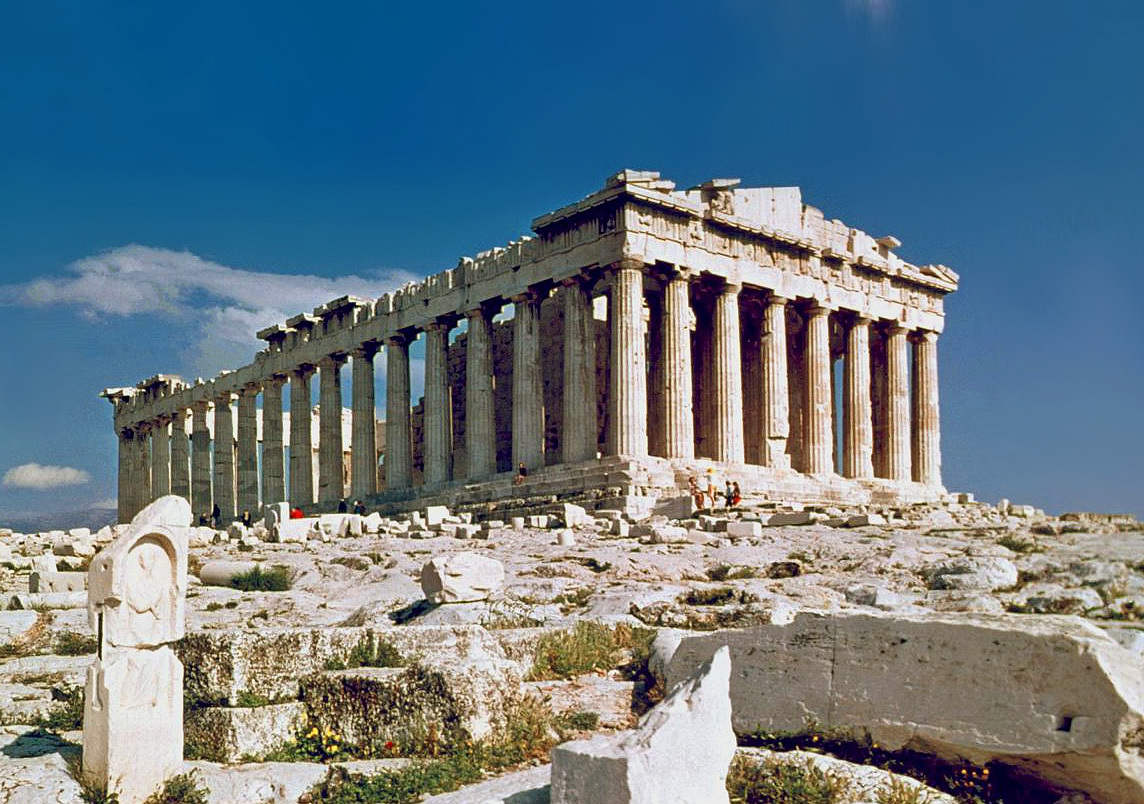
El Partenón, fue la catedral de la arquidiócesis desde el

Con la cristianización del Imperio romano y el establecimiento de una jerarquía eclesiástica regular, Atenas se convirtió en sede sufragánea del metropolitanato de Corinto, sede metropolitana de la provincia romana de Acaya. Sin embargo, como en la mayor parte de Grecia, la antigua religión pagana perduró durante un tiempo considerable. A pesar de las prohibiciones imperiales durante el siglo IV, existen considerables pruebas de una floreciente cultura pagana hasta finales del siglo, y probablemente solo la devastación de las incursiones godas en 395-397 asestó un primer golpe duro a la antigua cultura pagana. Los últimos vestigios paganos en Atenas sobrevivieron hasta el siglo VI y el cierre de la Academia neoplatónica de la ciudad por Justiniano I en 529.
Al igual que el resto de Iliria, Atenas perteneció originalmente a la jurisdicción del patriarca de Roma, pero el fortalecimiento progresivo del patriarca de Constantinopla y las cambiantes circunstancias políticas del siglo VII llevaron finalmente a la subordinación de toda Iliria Oriental a Constantinopla circa 731/732. A pesar del nombramiento ocasional de su obispo como vicario papal, principalmente en un intento de apuntalar la posición de Roma en la zona, Atenas misma permaneció firmemente subordinada a Corinto durante el período bizantino temprano.
Debido a la influencia de la emperatriz Irene de Atenas, la sede fue elevada al rango de metropolitanato en algún momento después de 765, pero esto duró poco y se revirtió después de las protestas del metropolitano de Corinto. Sin embargo, para 819 Atenas se había convertido en un arzobispado autocéfalo, y en los concilios ecuménicos de 869/870 y 879, la sede de Atenas aparece como metropolitanato, pero las inscripciones conservadas en el Partenón muestran que esto no fue permanente. La lucha de poder con Corinto finalmente se resolvió en 975, cuando Atenas fue elevada permanentemente al estatus de metropolitanato separado. En las diversas Notitiae Episcopatuum de los siglos VIII y IX, la posición de Atenas en la jerarquía de las metrópolis bajo Constantinopla fluctúa, pero es relativamente baja (34.º de 37 en Notitia 2 y 48.º de 49 en Notitia 3). Ascendió al puesto 28 hacia el año 901, posición que mantuvo durante los tres siglos siguientes. Su jurisdicción abarcaba las partes sudorientales de la provincia (tema) de Hélade, es decir, el sureste de Grecia Central y la más cercana de las Cícladas. Las sufragáneas originales de Atenas fueron, en orden: Euripo, Daulia, Coronea, Andros, Oreo, Esciros, Caristo, Portmo, Aulon y Siros. Con la excepción de la adición de las sedes de Ceos y Termia y de Mégara a mediados del siglo XII, la lista se mantuvo igual hasta la Cuarta cruzada.
En el momento de la Cuarta cruzada, la sede de Atenas estaba en manos de Miguel Coniata. Al negarse a reconocer la autoridad del papa, se vio obligado a abandonar su sede, que se convirtió en la arquidiócesis católica de Atenas bajo el arzobispo francés Berardo. Basándose en una carta de 1209 del papa Inocencio III, la lista de sufragáneas bajo el dominio latino solo cambió ligeramente: Euripo (Egripontis), Termópilas (Cermopilensem, sede en Bodonitsa), Daulia (Davaliensem), Aulon (Abelonensem), Oreo (Zorconensem), Caristo (Caristiensem), Coronea (Coroniacensem), Andros (Andrensem), Mégara (Megarensem), Esciros (Squirensem), y Ceos (Cheensem), aunque la mayoría de estas sedes estaban vacantes. En 1212, el antiguo arzobispado autocéfalo de Egina y la recién fundada sede de Salona (Salonensis) también aparecen como sufragáneas de Atenas. La sede católica permaneció vacante durante un período después de que la Gran Compañía catalana conquistara el Ducado de Atenas en 1311 debido al conflicto de los catalanes con el papado, y no hay constancia de un arzobispado residencial hasta mediados del siglo XIV.
Durante el gobierno franco, la sede ortodoxa se había seguido llenando en el exilio, ya sea con titulares o con obispos de otras sedes que funcionaban como administradores (proedros) de la sede arzobispal de Atenas. El clero ortodoxo era consagrado por obispos de paso, pero se veía obligado a reconocer la autoridad del arzobispo latino para ejercer su cargo. En las Notitiae bizantinas de la época, Atenas descendió al puesto 35 bajo Andrónico II Paleólogo (r. 1282-1328), ascendió al 28 bajo Andrónico III Paleólogo (r. 1328-1341) y ascendió al 21 a principios del siglo XV. En 1388 el Ducado de Atenas pasó a manos de la familia florentina Acciaioli. Con escaso poderío militar propio y rodeados de potenciales rivales y enemigos, los Acciaioli cultivaron una política de conciliación con la población griega local, mayoritariamente ortodoxa. Para ello, adoptaron el griego como lengua oficial de su cancillería y permitieron que un metropolitano ortodoxo, Doroteo, volviera a residir en su capital. Sin embargo, la iglesia Catedral de la Virgen, en el Partenón, siguió siendo la residencia del arzobispo latino de Atenas, y Doroteo utilizó la pequeña iglesia de Dionisio Areopagita en la ciudad baja.
Esta situación perduró hasta la conquista otomana de la ciudad en 1456, cuando se abolió la sede latina y los metropolitanos ortodoxos recuperaron su antigua posición. De acuerdo con el sistema otomano de millet, el metropolitano se convirtió también en presidente del consejo de la comunidad de Atenas. Sin embargo, la catedral metropolitana del Partenón se convirtió en mezquita, y el obispo metropolitano utilizó en su lugar la iglesia de San Pantaleón, hoy destruida.
Tras la guerra de Independencia de Grecia y la declaración de la autocefalia de la Iglesia de Grecia en 1833, la Iglesia se reorganizó y se estableció el obispado de Ática (Επισκοπή Αττικής), cuya jurisdicción abarcaba la prefectura de Ática. Tras el reconocimiento de la autocefalia por el patriarcado de Constantinopla en 1850, el obispado fue elevado de nuevo al rango metropolitano y renombrado como metropolitanato de Atenas. Como única sede metropolitana del Reino independiente de Grecia, a su titular se le asignó la presidencia permanente del Santo Sínodo de la Iglesia de Grecia. Esta situación duró hasta 1922, cuando todas las sedes episcopales de Grecia fueron elevadas al rango metropolitano. Como resultado, el 31 de diciembre de 1923 la nueva Carta Constitucional de la Iglesia de Grecia elevó al obispo de Atenas al cargo de arzobispo de Atenas y de toda Grecia.

## Episcopologio

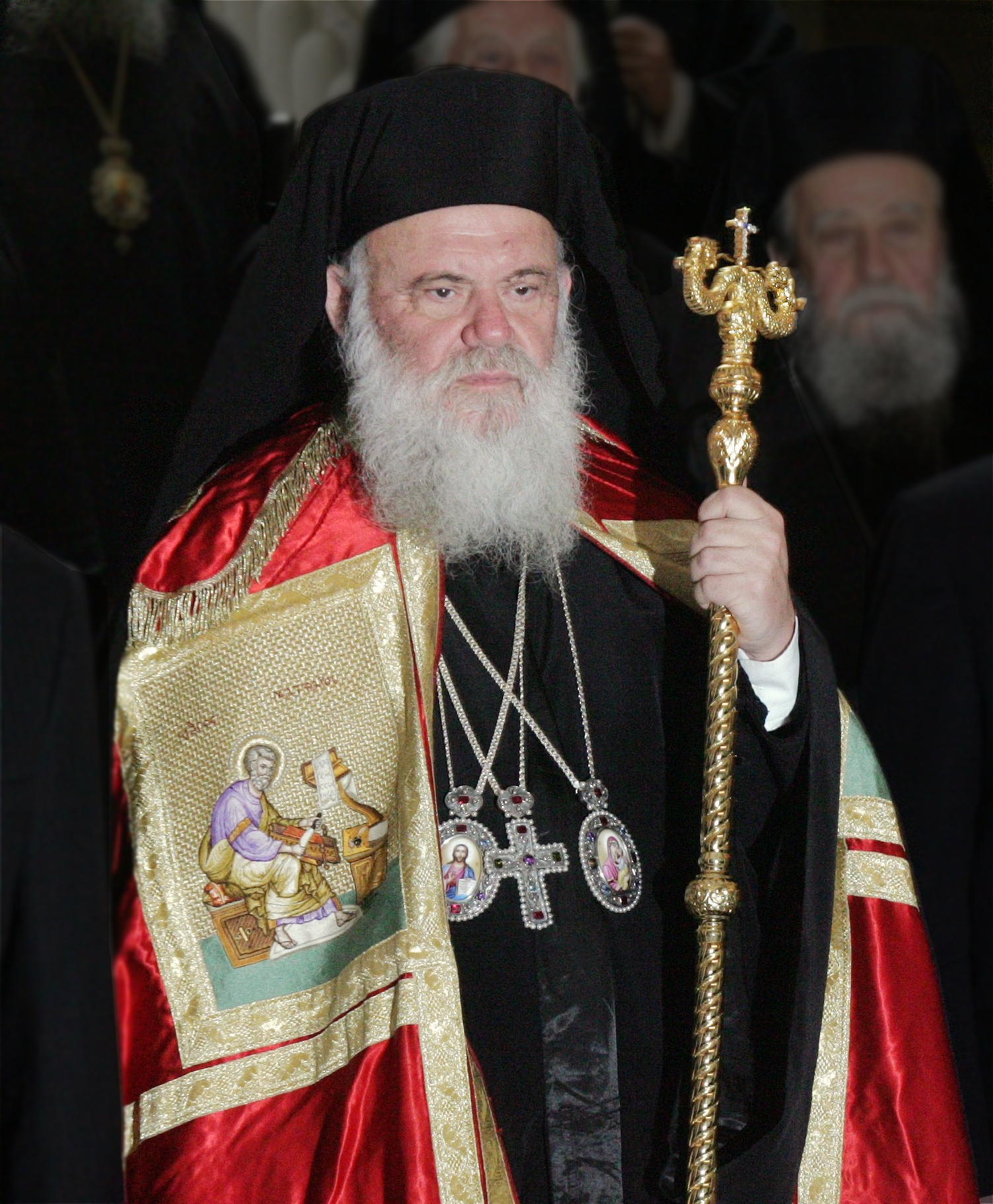
Jerónimo II, arzobispo de Atenas desde 2008